# 城镇等级
城镇等级（英語：urban hierarchy，或称为城市等级、都市阶层）是根据国家定义的统计上的城镇区域内的人口规模，对各个城镇进行的等级排布。由于城镇人口取决于政府对都市圈的定义，因此城镇等级排布一般是国家层面的；但是，该等级排布也可扩展到全球范围内所有城镇。城镇层次结构可显示城镇的总体布局，并可得出一些重要的结论。首先，它表明一个城镇系统中，一些城镇会成长得非常大，但其数量相对于一般城镇而言很少。其次，它否定了城镇有“最优规模”。最后，它证明城镇隶属于一个相互关联的网络，其中一个城镇的增长会影响其他城镇。

## 理论分布
等级结构通常与城镇分布的经验规律性有关。该模式可用不同公式表达，但常见的是用冪定律一种变形。从形式上讲，它是等级数据的频率分布，其中频率与等级成反比，因此人口大于S的城镇大约与S-a成正比，其中a通常接近1。指数始终接近1并没有很好的解释，而这是有问题的，因为幂定律中的指数为1表示人口无穷大。保罗·克鲁格曼提出，在城镇的情景下，幂定律遵从渗流理论。这放宽了指数接近1并破坏模型的条件。重要的是，渗流模型的应用产生了有关城镇规模的理解之一：地理和经济条件赋予一些城镇优势，使其比那些相对缺乏这些优势的城镇增长得更好。
参考齊夫定律可更简单地表达等级与频率之间的关系。适用于城镇的定律的表述是“如果城镇按人口规模降序排列，则城镇的排名与其人口成反比。”根据这种直观的表述，在一个最大的城镇人口为1000万的国家中，第二大城镇的人口规模为500万，第三大城镇的人口为333万，依此类推。

## 经验证据
美国的城镇等级体系已持续符合幂定律一个多世纪。1991年，美国有40个人口超过100万的大都市区、20个人口超过200万的地区和9个人口超过400万的地区。
数据收集的新进展使研究人员能够针对全球数据测试理论分布。Shlomo Angel发现，在全球3646个城镇的样本中，这种模型非常适用。基于齐夫定律的预测分布与实际分布几乎吻合。最常见的大小在100,000到200,000之间，约占整个样本的一半。其分布范围可达到人口超过250万的最大的城镇。

## 说明
尽管城镇层次结构的频率分布在经验上很简单，但产生城镇等级结构的一系列因素却很复杂，任何单独的因素都无法解释该分布。城镇规模的不均匀分布、规模不向一个“均衡”规模收敛的现象已得到了较好的理解。亨德森的城镇体系模型依赖于三套影响城镇规模的因素：土地投入，劳动力和资本。该模型考虑了集聚经济的收益和拥堵的成本。城镇受益于规模经济，这种规模经济吸引了公司和工人，使它们规模更大。但是，有限的土地供应意味着，随着人口规模的增加，位于生产中心附近的土地价格会上涨。最终，较高的成本导致规模收益递减，并且假设城镇都具有相同的特性，则城镇趋向于达到最佳均衡规模。亨德森（Henderson）放宽了对相同城镇的假设，以探讨贸易商品多样化经济的影响。该模型的扩展是城镇体系文献的基础，其发现，城市规模与对规模和土地利用强度敏感程度不同的贸易商品相关的要素的回报有关。

## 另类等级
虽然城镇等级的模式倾向于符合幂定律，但它不是普遍的。尤其是在国家层面，现实和理论分布存在明显差异。拥有首位城市（人口规模占主导地位的城市）的国家/地区，通常缺乏在经济上处于中等规模城镇。首位城市的例子包括法国巴黎、英国伦敦和韓國首爾。这些国家的历史在其首位城市的持续存在中发挥着重要作用。特别是政治权力的早期集中在一座城市中，具有很强的路径依赖性。